# Полярный — Ленинградский (автодорога)
Автодоро́га Поля́рный — Ленингра́дский — автомобильная дорога регионального значения, связывающая чукотские посёлки  Полярный и Ленинградский. Является самой северной автомобильной дорогой РФ.

## История
С открытием в 1961 году Пильхинкуульского и Рывеемского золотороссыпных месторождений и образования двух посёлков потребовалась создание надёжной круглогодичной автотрассы, которая соединила бы оба прииска. Строительство дороги началось в 1965 году и завершилось  к началу 1970-х гг.
К 2000-м гг. из-за ликвидации посёлков и производства активное движение по автотрассе прекратилось.

## Особенности маршрута
Основной трудностью при строительстве дороги была вечная мерзлота, и в ходе дальнейшей эксплуатации постоянно проводились работы по профилированию и укреплению дорожного полотна. Маршрут проходил через пять перевалов, был наведен вначале деревянный, впоследствии металлический пятидесятиметровый мост через р. Пильхинкууль, построено множество виадуков.
В связи с тем, что дорога в своём начале проходила через горные выработки прииска Полярный маршрут первых 3-4 километров довольно часто изменялся, также на время постоянно проводившихся на карьерах буро-взрывных работ движение автотранспорта приостанавливалось.
Ширина проезжей части дороги составляла 6 м, на аварийно-опасном участке (7-й км) доходила до 12 метров. На всём протяжении автотрассы были установлены дорожные знаки.
По автодороге было налажено регулярное автобусное сообщение.

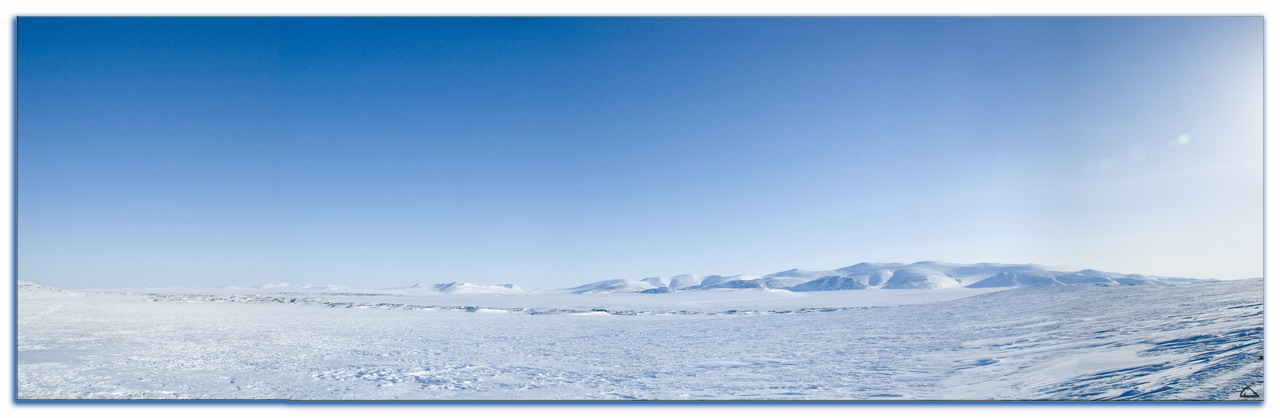
Вид с дороги, район 6-7 км

## Современное состояние
На сегодняшний день дорога находится в плохом состоянии, многие участки размыты и обвалены. Редкое движение осуществляется немногочисленным автотранспортом старательских артелей.

## Топографические карты
- Лист карты R-60-XXIX,XXX Полярный. Масштаб: 1 : 200 000. Состояние местности на 1981 год. Издание 1988 г.
- Лист карты R-59,60 Певек.  Масштаб: 1 : 1 000 000. Издание 1986 г.